# دریاچه زامبی‌ها
دریاچهٔ زامبی‌ها (انگلیسی: Zombie Lake) یا دریاچهٔ مردگانِ زنده (فرانسوی: Le lac des morts vivants‎) یک فیلم ترسناک اسپانیایی-فرانسوی است که در سال ۱۹۸۱ منتشر شد. ابتدا قرار بود که خسوس فرانکو این فیلم را کارگردانی کند، اما پس اندکی کار کردن بر روی فیلم‌نامه و داستان فیلم، میان او و شرکت توزیع‌کننده فیلم (یوروسینه) اختلافاتی درگرفت و خسوس فرانکو کنار کشید. از بازیگران این فیلم می‌توان به هوارد ورنون، آنتونیو مایانس و ژان رولین اشاره کرد.